# Arthur Kleinclausz
Arthur Kleinclausz, né  le 8 avril 1869 à Auxonne, mort le 2 décembre 1947 à Lyon, est un médiéviste français, spécialiste de la période carolingienne, professeur aux universités de Dijon (1897-1904), puis de Lyon, qui s'est aussi intéressé à l'histoire de la Bourgogne et à l'histoire de Lyon.

## Biographie

### Origine, formation et débuts professionnels
Quoique né en Bourgogne, Arthur Kleinclausz est issu du côté paternel d'une famille alsacienne, de rang social modeste.
Il est le fils d'Ignace Kleinclausz, né vers 1828 à Dauendorf (Bas-Rhin), et d'Anne Zélie Bergé, née vers 1846 à Saint-Seine-en-Bâche (Côte-d'Or). En 1868-69, Ignace Kleinclausz est sergent maître cordonnier au 12e Bataillon de Chasseurs à pied, en garnison à Auxonne. Arthur naît au domicile familial, situé dans la caserne. 
Après son baccalauréat, il étudie à la faculté des Lettres de Lyon à partir de 1888. En 1891, il est reçu troisième (sur 15) à  l’agrégation d’histoire et géographie. 
Il est d'abord nommé professeur d’histoire au lycée de Belfort. 

### L'université de Dijon et la thèse de doctorat
En 1897, Arthur Kleinclausz est nommé à Dijon, où il est chargé de cours à l’université. Le thème de son cours, « l'histoire de la Bourgogne et de l'art bourguignon », lui permet des incursions dans le monde médiéval.
En 1898, il épouse à Paris la fille de Charles Bayet, lui aussi spécialiste du monde carolingien. 
Aux côtés d'Henri Hauser, professeur titulaire, il renforce, conformément aux préceptes de leurs collègues Charles-Victor Langlois et Charles Seignobos, l'utilisation par les étudiants du riche fonds d’archives de l’université de Bourgogne. 
En 1902, il soutient à l'université de Dijon sa thèse sur L'Empire carolingien, ses origines et ses transformations, associée à une thèse complémentaire en latin sur les débuts de la Bourgogne capétienne. 
Il est alors un des principaux spécialistes français de la période carolingienne. Très tôt, il est invité à participer à l’entreprise collective dirigée par Ernest Lavisse, L'Histoire de France depuis les origines jusqu'à la Révolution. Il est sollicité par Charles Bayet, et avec celui-ci et Christian Pfister, il contribue au tome II Le Christianisme, les Barbares ; Mérovingiens et Carolingiens, publié en 1903. 
Il publie aussi, dès 1902, un premier ouvrage concernant l'histoire de la Bourgogne : Claus Sluter et la sculpture bourguignonne au XVe siècle

### L'université de Lyon et les travaux ultérieurs
En 1904, Arthur Kleinclausz est nommé professeur à l’université de Lyon. Il y retrouve le seiziémiste Jean Hippolyte Mariéjol dont il a été l’élève et dont il restera très proche. Il y exerce un long professorat jusqu’à sa retraite[réf. nécessaire]. 
Durant les années 1900, il écrit deux autres ouvrages concernant l'histoire de la Bourgogne :  Dijon et Beaune (1907), et surtout son Histoire de la Bourgogne (1909). Ce dernier livre donne lieu à une controverse avec Henri Hauser, qui dans une note critique, reproche à Arthur Kleinclausz de s'être servi sans précaution de travaux de Dom Merle, un de ses prédécesseurs sur le sujet ; celui-ci n’avait pas hésité à réécrire, sinon inventer, la perception locale des effets du traité de Madrid qui, en 1526, à la suite de la défaite de Pavie cédait la province aux Habsbourg.
À l'université de Lyon, Arthur Kleinclausz devient successivement assesseur, puis, en 1911, doyen de la faculté des Lettres. En tant que doyen, il sait conseiller et soutenir plusieurs promotions d’agrégatifs, dont certains deviendront à leur tour des universitaires de premier plan. En 1929, il pousse ainsi André Allix à choisir, pour sa thèse de géographie sur l’Oisans, un mémoire complémentaire d’histoire médiévale sur cette région, étude dont l’originalité est saluée par les spécialistes. 
Parallèlement, jusque dans les années 1940, il poursuit ses propres recherches sur le monde carolingien, publiant plusieurs ouvrages : en 1934, son œuvre majeure, Charlemagne, encore rééditée en 2005 ; puis les biographies de deux contemporains de l’empereur, Eginhard (1942) et Alcuin (1948).
Il se consacre aussi à l'histoire lyonnaise, avec, à partir de 1939, la publication des deux premiers tomes d'une monumentale Histoire de Lyon.

### Une personnalité lyonnaise de premier plan
Dans l'entre-deux-guerres, Arthur Kleinclausz est une personnalité lyonnaise de premier plan qui ne refuse ni les honneurs, ni les responsabilités, à une époque où le maire de la ville est Édouard Herriot, normalien et agrégé de lettres. 
Il devient membre de l’Académie des Sciences, Belles-Lettres et Arts de Lyon le 5 juin 1928.
Il prend de  multiples initiatives dans la cité : président de la Commission des musées de la ville ainsi que de la Société des études locales de l’enseignement public, il participe par ailleurs, avec le soutien du conseil général du Rhône, à la création en 1923 de la Commission des études rhodaniennes, qui donne à la géographie, alors discipline supplétive de l’histoire, un statut de science à part entière.
Il participe aussi à la création de l’association des anciens élèves de la faculté des Lettres de Lyon dont il devient président. 
Après son décès le 2 décembre 1947, la personnalité et l'œuvre d'Arthur Kleinclausz sont saluées par le monde universitaire.

## Hommages
- Rue Arthur-Kleinclausz : Dijon et Lyon.

## Ouvrages publiés par Arthur Kleinclausz
Histoire de la Bourgogne
- Leçon d'ouverture du cours d'histoire de la Bourgogne, université de Dijon, 9 février 1897, Imprimerie Darantière, Dijon, 1897, 26 p.
- Claus Sluter et la sculpture bourguignonne au XVe siècle, Librairie de l'Art ancien et moderne, Paris, 1902, 180 p. (réédition vers 1905[20].
- Quomodo primi duces capetaniae stirpis Burgundiae res gesserint, 1032-1162[21], Barbier-Marilier, Dijon, 1902. Thèse complémentaire en latin.
- La Bourgogne, Editions du Cerf, Paris, 1905, 83 p.
- Histoire de Bourgogne, Hachette, Paris, 1909, VII+453 p. Prix Thérouanne de l'Académie française en 1910
- Dijon et Beaune, Editions Laurens, coll. "Les villes d'art célèbres", Paris, 1907, 164 p.

Le monde carolingien
- L'Empire carolingien : ses origines et ses transformations, Ray (Dijon), Rousseau (Paris), Hachette (Paris), 1902, XVI+611 p. (réimpression de l'édition Hachette : Megariotis Reprints, Genève, 1979). Thèse de doctorat.
- Le Christianisme, les Barbares, Mérovingiens et Carolingiens, en collaboration avec Charles Bayet et Christian Pfister, dans : Ernest Lavisse, Histoire de France des origines à la Révolution, tome II, 1re partie, coll. "Monumenta historiae", Paris, 1903 (réimpression : Tallandier, Paris, 1981, 466 p.)
- Charlemagne, Hachette, Paris, 1934, XXXIV+404 p. (réédition : Tallandier, Paris, 1977, 2005)
- Eginhard, Les Belles Lettres, Paris, 1942, 278 p. Prix du Baron-de-Courcel de l’Académie française en 1943
- Alcuin, Les Belles Lettres, Paris, 1948, 318 p.

Histoire de Lyon
- Lyon des origines à nos jours. Les origines de la cité, Arthur Kleinclausz directeur, Masson, Lyon, 1925, XII+429 p.
- Arthur Kleinclausz (dir.), Déniau, Doucet, Dubois, Dutacq, Germain de Montauzan, Pouzet et André Latreille (3 volumes), Histoire de Lyon, Masson, 1939-1952 (réimpr. Laffitte, Marseille, 1978).

Divers
- La Provence, Hachette, coll. "Les pays d'art", Paris, 1930
- Discours prononcé à la séance de clôture du Congrès des Sociétés savantes de Lyon le 27 avril 1935, Imprimerie nationale, Paris, 1935, 42 p.